# Niveau de base

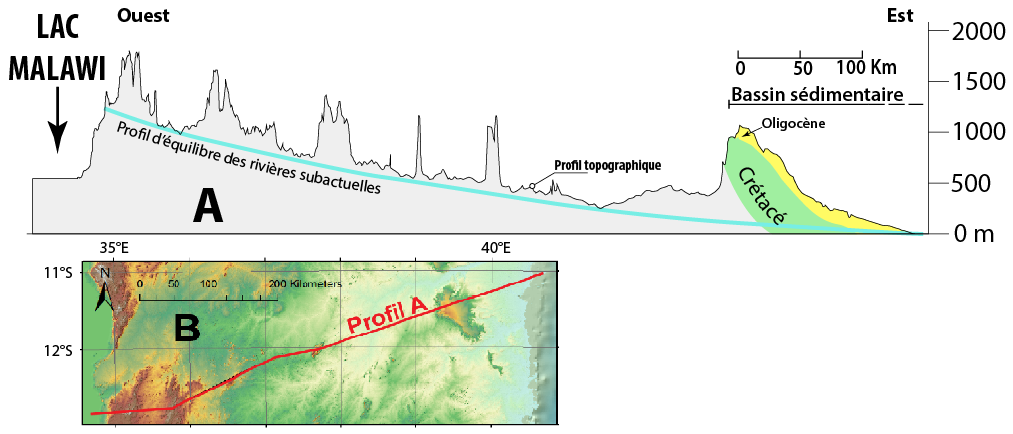
Lors de la surrection d'un relief (ici le Nord-Mozambique) les rivières incisent des vallées afin de s'adapter au niveau de base. Ces incisions s'inscrivent sur le « profil d'équilibre des rivières » qui va tendre à se confondre avec le niveau de base au fur et à mesure de l'érosion des reliefs. Ici le niveau de base étant le niveau marin, il constitue un plan horizontal d'altitude 0.

En géomorphologie, le niveau de base est une surface théorique séparant les domaines en sédimentation, situés au-dessous de cette surface, des domaines érodés situés au-dessus. Le niveau de base dit « global » correspond à la surface des océans mondiaux. Localement, des niveaux de base secondaires peuvent se mettre en place pour s'adapter au niveau d'un système lacustre. On parle alors de niveau de base "local". 
Le niveau de base d'un fleuve correspond bien au niveau de la mer, mais localement, les cours d'eau ou les lacs constituent le niveau de base de leurs affluents. Un niveau de base "local" peut être sous le niveau de la mer (mer morte, -417m). 
L'érosion des reliefs tend toujours à adapter ces derniers au niveau de base alors en place grâce à la formation de surfaces d'aplanissement (pédiplaine, pédiment, pédivallées, etchplaine et pénéplaine). Les chutes du niveau marin ou les épisodes de surrections régionales seront alors à l'origine de l'étagement des surfaces d'aplanissement.  